# Carlton Towers
Carlton Towers dans la paroisse de Carlton, à 5 milles (8,04672 km) au sud-est de Selby  Yorkshire du Nord, Angleterre, est une très grande maison de campagne classée Grade I , dans le style néo-gothique victorien, et est entourée d'un parc de 250 acres.
La maison est reconstruite dans sa forme actuelle en 1873–1875 par Henry Stapleton, 9e baron Beaumont (1848–1892), dont le père Miles Stapleton, 8e baron Beaumont (1805–1854) a hérité en 1840 du titre baron Beaumont, en suspens depuis 1507. Son architecte est Edward Welby Pugin, qui "enferme et incorpore"  le manoir antérieur datant de 1614 dans une structure plus grande. Il vend une grande partie du domaine pour financer les travaux de construction. Le 9e baron meurt d'une pneumonie, sans descendance, et il passe à son jeune frère le 10e baron. La maison est maintenant la propriété de l'arrière-petit-fils du 10e baron, Edward Fitzalan-Howard, 18e duc de Norfolk, 13e baron Beaumont (né en 1956) du château d'Arundel dans le Sussex, qui lui permet de devenir la maison de son frère cadet, Lord Gerald Fitzalan-Howard (né en 1962). Les parties principales de la maison sont disponibles à la location pour des réceptions de mariage et autres événements.

## Histoire

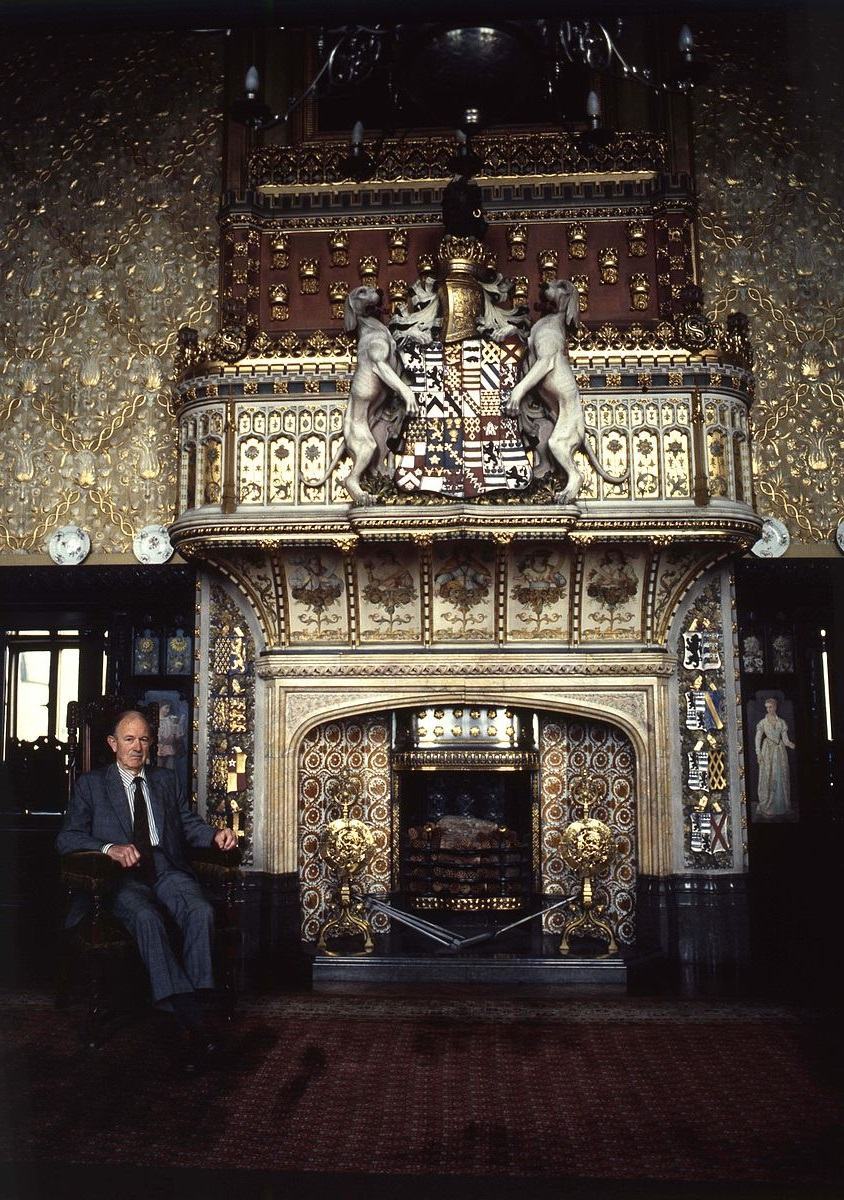
Miles Francis Stapleton Fitzalan-Howard 17e duc de Norfolk, 12e baron Beaumont (1915–2002) (père du 18e duc), en 1985 assis dans le salon vénitien de Carlton Towers,

On sait qu'il y a eu une maison sur le site depuis au moins le XIVe siècle, mais il ne reste rien de visible et il n'y a aucune trace documentaire ,,,. Le manoir de Carlton est acquis par Nicholas Stapleton (1280-1343), fils aîné de Miles de Stapleton (décédé en 1314), tué à la bataille de Bannockburn, qui est l'intendant de la maison du roi Édouard II. La famille est originaire du manoir de Stapleton-on-Tees près de Darlington  dans le North Yorkshire. Carlton passe au neveu de Nicholas, Sir Bryan Stapleton (vers 1321–1394), chevalier de la jarretière et gouverneur de Calais, frère cadet et héritier de Sir Miles Stapleton (vers 1320–1372), de Bedale, Yorkshire, chevalier fondateur de la Jarretière . Le dernier de la lignée masculine de Stapleton de Carlton est Sir Miles Stapleton, 1er baronnet (1628-1707) qui meurt sans enfant et laisse ses biens à son neveu Nicholas Errington (décédé en 1716) de Ponteland, Northumberland, qui conformément au legs adopte le nom et les armoiries de Stapleton. Le petit-fils de Nicholas, Thomas Stapleton (décédé en 1821), hérite en 1750 et en 1765 améliore la maison et le domaine, chargeant Thomas White d'aménager le parc et Thomas Atkinson de York d'ajouter la longue aile est, l'horloge au-dessus qui indique la date de 1777 . Thomas est un éleveur et entraîneur passionné de chevaux et avec Sir Thomas Gascoigne (8e baronnet) (en) remporte le St. Leger Stakes en 1778 avec Hollandaise et à part entière l'année suivante avec Tommy. En 1795, il revendique en vain le titre de baron Beaumont, en suspens depuis 1507, auquel il prétend par l'intermédiaire de son arrière-grand-mère, Mme Anne Errington, sœur de Sir Miles Stapleton, 1er baronnet, tous deux descendants via une lointaine lignée féminine de John Beaumont, 1er vicomte Beaumont, 6e baron Beaumont (décédé en 1460), lui-même descendant dans la lignée masculine de Jean de Brienne (décédé en 1237), roi de Jérusalem, par sa troisième épouse, Bérengère de Léon, et donc un cousin du roi Édouard II. Miles Stapleton, 8e baron Beaumont (1805–1854) obtient en 1840 le titre en suspens de baron Beaumont. La maison est reconstruite dans sa forme actuelle en 1873-1875 par son fils Henry Stapleton, 9e baron Beaumont (1848–1892), un officier de l'armée britannique, qui épouse Violet Marie Louise Wootton Isaacson, fille de Frederick Wootton Isaacson. Comme ils n'ont pas d'enfants, son héritier est son jeune frère Miles Stapleton, 10e baron Beaumont (1850–1895), un officier de l'armée britannique, qui épouse Mary Ethel Tempest, fille et héritière de Sir Charles Henry Tempest, 1er baronnet (1834– 1894) de Heaton Bolton le Moors, Lancashire. Il est tué dans un accident de chasse seulement trois ans plus tard et est remplacé par sa fille en bas âge, Mona Fitzalan-Howard, 11e baronne Beaumont (1894-1971), qui épouse Bernard Fitzalan-Howard (3e baron Howard de Glossop), héritier de le duché de Norfolk ,.
Lady Beaumont est propriétaire de Carlton jusqu'à sa mort en 1971. Pendant la Seconde Guerre mondiale, la maison est utilisée comme hôpital militaire auxiliaire, mais est ensuite restaurée dans son état d'origine. Son fils aîné, Miles Fitzalan-Howard (17e duc de Norfolk) (1915–2002), hérite des baronnies Beaumont et Howard de Glossop et en 1975 succède également à son cousin en tant que 17e duc de Norfolk et Comte-maréchal de L'Angleterre, avec plusieurs autres titres de pairie et hérite aussi des domaines du duc, notamment son siège principal du château d'Arundel dans le Sussex, dont il fait sa résidence. Après de nombreuses années sans résidents, Carlton Towers est réoccupé en 1990  par son deuxième fils Lord Gerald Fitzalan-Howard (né en 1962) et sa femme Lady Gerald Fitzalan-Howard.

## Dans la culture populaire
La maison est utilisée comme emplacement de "Hetton Abbey" pour la version cinématographique de 1988 du roman A Handful of Dust d'Evelyn Waugh . Il (avec Lord Gerald Fitzalan-Howard et sa jeune famille) est présenté sur The Guest Wing, une émission télévisée diffusée sur Sky Atlantic en Grande-Bretagne en avril et mai 2012 ,.
La South Australian Film Corporation utilise la maison dans le film Like Minds (2006), avec Toni Collette . La série télévisée Micawber avec David Jason utilise la maison pour le tournage . The Darling Buds of May utilisent la maison comm Château Brest dans l'un des épisodes télévisés dans lesquels la famille est en vacances en France .